# Lesedi la Botswana
Lesedi la Botswana (del setsuana: Luz de Botsuana) o LLB fue un partido político botsuano de ideología demócrata cristiana que existió entre 1993 y 1994 como una pequeña escisión del gobernante y dominante Partido Democrático de Botsuana (BDP). Tenía como objetivo último la instauración en Botsuana de un gobierno basado en los valores cristianos, mientras que en lo económico defendía un sistema de libre mercado. Fue liderado por Eitlhopha Mosinyi, por lo que destacó como el primer partido político en la historia de Botsuana en ser presidido por una mujer.
Mosinyi, hasta entonces miembro del BDP, tuvo la idea de fundar el partido luego de escuchar el mensaje de Navidad de 1992 del presidente Quett Masire, en el cual «no dio las gracias a Dios por haber visto por la nación durante todo el año». Considerando que el gobierno del BDP se había alejado de los valores cristianos, Mosinyi fundó Lesedi la Botswana el 9 de junio de 1993, en Shoshong. La formación se basó en los principios cristianos de «confianza en Dios, igualdad, unidad, democracia y desarrollo». Aunque defendía la libertad de empresa, el partido argumentó que era necesario cerrar la brecha entre ricos y pobres en la sociedad. Bajo un eventual gobierno de LLB, Botsuana sería declarado un Estado confesional con el cristianismo como religión oficial, aunque se permitiría el culto a otras religiones.
A pesar de las posturas conservadoras del partido, Mosinyi fue crítica con la casi nula participación de las mujeres en la política de Botsuana, afirmando durante una entrevista en julio de 1994 que las mujeres botsuanas se veían desalentadas a participar en política por estar «atadas a los hombres de muchas maneras», sobre todo por las restricciones legales para que una mujer poseyera propiedades, y remarcando que muchas no tenían otra opción que casarse o perder derechos.
LLB compitió en las elecciones generales de 1994 y presentó candidatos en tres circunscripciones (Serowe South, Mahalapye y Mogoditshane). Obtuvo solo 235 votos exactos, que representaron un 0,08% del total de votos a nivel nacional, entre sus tres candidatos (todos los cuales perdieron sus depósitos). El partido cayó en la inactividad y se disolvió después de las elecciones.